# Von-Baeyer-Nomenklatur
Die Von-Baeyer-Nomenklatur ist ein Nomenklatursystem für gesättigte verbrückte polycyclische Kohlenwasserstoffe. Das System wurde ursprünglich im Jahr 1900 von Adolf von Baeyer für bicyclische Systeme entwickelt und 1913 von Eduard Buchner und Wilhelm Weigand für tricyclische Systeme erweitert. Später wurden die Regeln durch die IUPAC auf weitere Verbindungsklassen wie Heterocyclen, Siloxane oder Organosilicium- und Organoborverbindungen ausgedehnt.
| Verbrückte polycyclische Kohlenwasserstoffe (Beispiele) |
| ------------------------------------------------------- |
| Bicyclo[4.2.0]octan                                     |
| Tricyclo[4.3.0.02,9]nonan                               |
| Tricyclo[4.3.0.07,9]nonan                               |

## Benennung
Verbrückte polycyclische Kohlenwasserstoffe werden gemäß dieser Nomenklatur nach der Anzahl an Ringen als Bicyclo-, Tricyclo- usw. alkan bezeichnet. Die Endung ergibt sich dabei aus der Gesamtanzahl an Kohlenstoffatomen im Molekül. Die Anzahl an Ringen lässt sich über die Zahl an Bindungsspaltungen, die für das Erreichen einer offenkettigen Form notwendig sind, bestimmen. Zwischen die Vorsilbe und Endung werden die Größen der Brücken in eckigen Klammern angegeben – in absteigenden Zahlen – und durch Punkte getrennt.

## Namensbestimmung
| Heterocyclische verbrückte polycyclische Verbindung (Beispiel) |
| -------------------------------------------------------------- |
| 1,4-Diazabicyclo[2.2.2]octan (DABCO)                           |

Um den systematischen Namen einer Verbindung gemäß dem Von-Baeyer-System zu erhalten, müssen zunächst die Anzahl der Ringe und die Größe des Hauptringes bestimmt werden. Dazu wird eine dreidimensionale Strukturformel zweckmäßigerweise zweidimensional dargestellt. Die Kohlenstoffatome, an denen die Brücken zwischen Teilen des Hauptringes anfangen, sind die sogenannten Brückenköpfe. Dabei wird die längste Brücke (mit den meisten Kohlenstoffatomen außerhalb des Hauptringes) als Hauptbrücke, die dazugehörigen Brückenköpfe als Hauptbrückenköpfe bezeichnet. Falls es mehrere genau gleich lange, in Betracht kommende Hauptbrücken gibt, dann wird die Brücke zur Hauptbrücke, die den Hauptring gleichmäßiger teilt (s. Bsp. Tricyclo[4.3.0.07,9]nonan).
An einem der Hauptbrückenköpfe beginnt die Nummerierung der Kohlenstoffatome. Diese läuft anschließend zunächst entlang des Hauptringes, dann folgen eventuell vorhandene Atome der Hauptbrücke und zuletzt die der weiteren Brücken. Es wird immer so nummeriert, dass möglichst kleine Nummern erhalten werden.
Die in den eckigen Klammern stehenden Ziffern werden durch die Anzahl Kohlenstoffatome der Brücken zwischen den Hauptbrückenköpfen bestimmt. Die Hauptbrückenköpfe selbst werden dabei nicht mitgezählt. Die erste Ziffer wird durch die Länge der längsten Brücke entlang des Hauptringes bestimmt, es folgen die Zahl der Kohlenstoffatome im anderen Teil des Hauptringes und die Zahl der Atome in der Hauptbrücke.
Existieren neben der Hauptbrücke noch eine oder mehrere Nebenbrücken, so werden deren Größen absteigend hinter die Anzahl C-Atome der Hauptbrücke geschrieben. Dabei werden zusätzlich noch die Nummern der Brückenkopf-C-Atome hochgestellt hinter die Zahl geschrieben.
Auch gesättigte, heterocyclische Systeme können nach diesem System benannt werden, wie etwa der systematische Name von DABCO, 1,4-Diazabicyclo[2.2.2]octan.

## Entstehung
Nachdem im 19. Jahrhundert zahlreiche Kohlenwasserstoffe entdeckt worden waren, deren Kohlenstoffatome zwei Ringe bildeten, sah sich Baeyer veranlasst, eine Systematik und Nomenklatur für (bicyclische) Kohlenwasserstoffe vorzuschlagen, welche „zwei oder mehr beiden Ringen gemeinsame Kohlenstoffatome enthalten.“ Er bezeichnete diese Kohlenwasserstoffe als „bicyclisch“ und konstatierte:

„Jeder bicyclische Kohlenwasserstoff enthält zwei tertiäre Kohlenstoffatome, die dreimal entweder direkt oder durch zwischengelagerte Atome mit einander verbunden sind. Diese Verbindungen heissen Brücken, und werden durch die Anzahl der Kohlenstoffatome, aus denen sie bestehen, bezeichnet. Die Zahl 0 bedeutet die direkte Verbindung der beiden tertiären Atome, die Zahl 1 die Zwischenlagerung eines Atoms u.s.w….“

Das Wort „Verbindung“ wurde von Baeyer nicht im heutigen Sinne benutzt, es sollte nur topologische Beziehungen ausdrücken, d. h., in heutiger Sprache als Graph. „Bindungsstriche“ symbolisierten Verknüpfungen der als Punkte gedachten Kohlenstoffatome. Denn die „Natur der Chemischen Bindung“ war damals unbekannt. (Man erkennt heute, dass Baeyers Definition den Vorteil hatte, nicht von der Natur der später entdeckten Bindungstypen abhängig zu sein.)

Baeyers Graph und Formeln von Norcaran

Baeyer charakterisierte diese Molekülsysteme durch die Zahlen der Brückenatome, welche in steigender Größe, durch Kommata getrennt, in eckigen Klammern die sogenannte Charakteristik lieferten. Zum Beispiel sollte Norcaran den Namen Bicyclo-[0, 1, 4]-heptan bekommen.
Baeyers Charakteristik wurde später abgeändert, wie eingangs beschrieben. So trägt Norcaran heute den Namen Bicyclo[4.1.0]heptan.